# Lucas 17

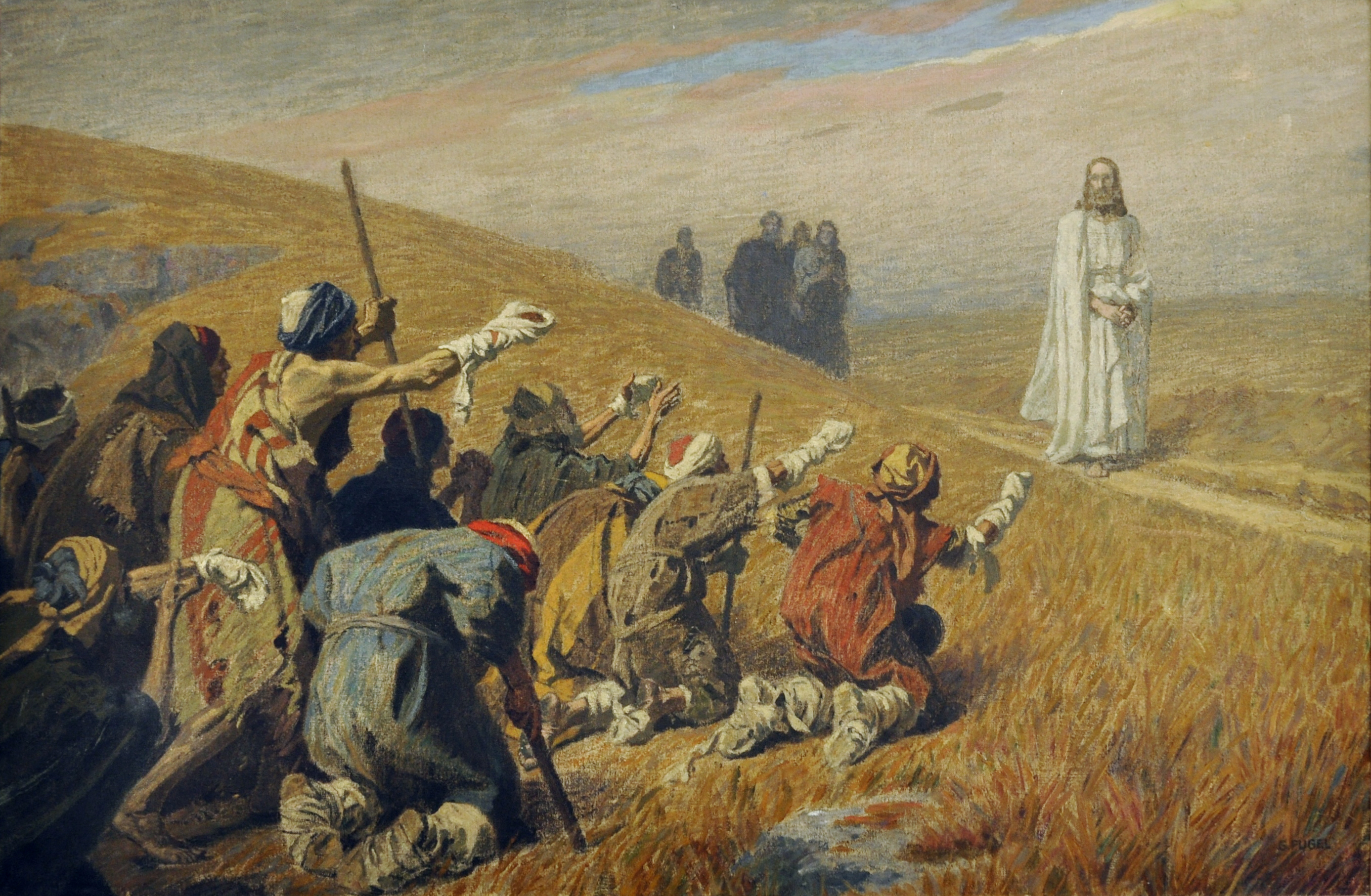
Jesus curando dez leprosos, um milagre de Jesus contado em Lucas 17.
c. 1920. Por Gebhard Fugel, atualmente no Dommuseum Freising, na Alemanha.

Lucas 17 é o décimo-sétimo capítulo do Evangelho de Lucas no Novo Testamento da Bíblia e relata um dos milagres de Jesus e diversos de seus discursos.

## Pedras de tropeço e fé

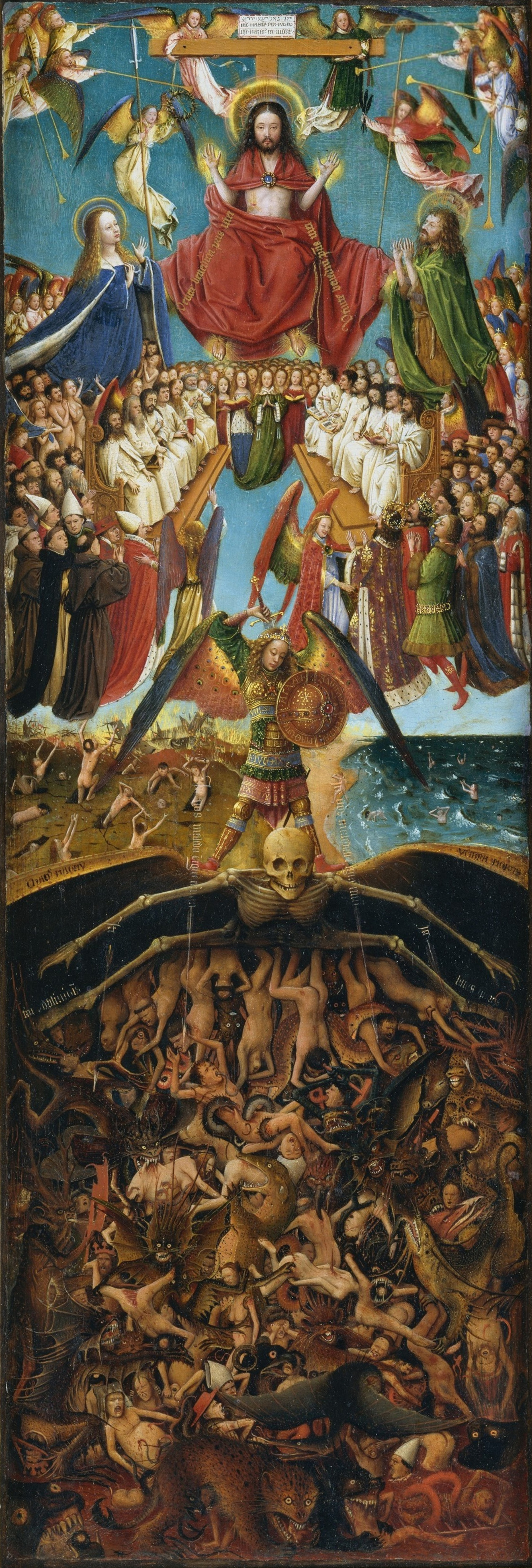
Segunda Vinda de Cristo, um dos temas de Lucas 17.
Entre 1420 e 1425. Por Jan van Eyck, atualmente no Metropolitan Museum of Art, em Nova Iorque.

O capítulo começa com um discurso de Jesus sobre o perdão e a fé (Lucas 17:1–6): «Tomai cuidado de vós. Se teu irmão pecar, repreende-o; e se ele se arrepender, perdoa-lhe.
Se sete vezes no dia pecar contra ti, e sete vezes no dia vier procurar-te, dizendo: Estou arrependido; perdoar-lhe-ás.» (Lucas 17:3–4). 
Depois, respondendo a um pedido de seus apóstolos para que lhes aumentasse a fé, Jesus responde que se eles tivessem a fé do tamanho de um grão de mostarda, poderiam ordenar a um sicômoro que se transplantasse para o mar «...e ele vos obedeceria.» (Lucas 17:6).

## Parábola do Servo Inútil
Logo em seguida, ainda no mesmo discurso, Jesus conta uma de suas parábolas, conhecida como "Parábola do Servo Inútil" (Lucas 17:7–10) e que só existe em Lucas. Ela ensina que quando alguém "fez o que Deus espera, ele ou ela está apenas fazendo o seu dever".

## Jesus curando dez leprosos
Este é um dos milagres de Jesus e também só existe em Lucas (17 11:19). Já no caminho para Jerusalém, Jesus passou pela fronteira entre a Samaria e a Galileia. Quando passava por um vilarejo, dez homens acometidos pela lepra foram ao seu encontro, mas ficaram à distância e gritaram para ele: «Jesus, Mestre, tem compaixão de nós!» (Lucas 17:14) Quando os viu, Jesus se compadeceu e pediu-lhes que fossem ter com os sacerdotes, afirmando que eles seriam curados no caminho. Um deles, depois de se ver curado, justamente o único que era samaritano, voltou e louvou a Deus em voz alta. Ele se atirou aos pés de Jesus e o agradeceu, que perguntou-lhe onde estavam os outros nove (que eram judeus). E então Jesus pediu-lhe que levantasse e seguisse seu caminho, pois ele estava salvo graças à sua fé.

## Reino de Deus e o Filho do Homem
Em Lucas 17:20–37, Jesus profere um longo discurso para responder à pergunta dos fariseus sobre quando viria o Reino de Deus e aos discípulos sobre o Filho do Homem, profetizando sua morte e seu retorno. Este trecho tem paralelos com Mateus 24 (Mateus 23:28 e Mateus 24:36–41).
Jesus começa afirmando que o Reino de Deus não é algo visível, mas que já está presente. Logo em seguida, ele passa a falar sobre o Filho do Homem:
| “ | «Virá tempo em que desejareis ver um dos dias do Filho do homem, e não o vereis. Dir-vos-ão: Ei-lo acolá! Ei-lo aqui! não vades nem os sigais; pois assim como o relâmpago, fuzilando em uma extremidade do céu, brilha até a outra, assim será no seu dia o Filho do homem.» (Lucas 17:22–24) | ” |

Contudo, ele afirma que «...é necessário primeiro que ele padeça muitas coisas e que seja rejeitado por esta geração.» (Lucas 17:25) e, se comparando a Noé e Ló, afirma que aqueles que os que "comiam, bebiam, casavam-se e davam-se em casamento" foram destruídos pelo dilúvio ou pelo fogo dos céus (Sodoma e Gomorra) e que...:
| “ | «...Assim será no dia em que o Filho do homem se manifestar. Naquele dia quem estiver no eirado e tiver os seus bens em casa, não desça para tirá-los; e do mesmo modo quem estiver no campo, não volte atrás.» (Lucas 17:30–31) | ” |

Ele termina o discurso falando sobre o chamado "arrebatamento pré-ira" e sua volta: «Perguntaram-lhe os discípulos: Onde será isso, Senhor? Respondeu ele: Onde estiver o corpo, aí se juntarão também os corvos.» (Lucas 17:37).

### Versículo 36
O versículo 36 ("dois homens estarão no campo, um será tomado e o outro deixado") não está presente na maior parte das traduções modernas ou, quando está, aparece entre chaves (como em Lucas 17:36, na Tradução Brasileira da Bíblia). O motivo é que trata-se provavelmente de uma duplicação de Mateus 24:40. Este versículo aparece em apenas uns poucos manuscritos gregos do texto-tipo ocidental e em alguns manuscritos da Vetus Latina e da Vulgata.

## Texto
O texto original deste evangelho foi escrito em grego koiné e alguns dos manuscritos antigos que contém este capítulo, dividido em 37 versículos, são:
- Papiro 75 (c. 175-225)
- Papiro 111 (séc. III)
- Codex Vaticanus (325-350)
- Codex Sinaiticus (330-360)
- Codex Bezae (c. 400)
- Codex Washingtonianus (c. 400)
- Codex Alexandrinus (c. 400-440)
- Codex Ephraemi Rescriptus (c. 450)